# Nguyễn Đăng Trừng
Nguyễn Đăng Trừng (sinh 1942) là một luật sư Việt Nam, Chủ nhiệm Đoàn Luật sư thành phố Hồ Chí Minh từ năm 1995 cho tới nay (tháng 8 năm 2014), đại biểu quốc hội khóa XII.
Ông là đảng viên Đảng Cộng sản Việt Nam từ năm 1971 cho tới ngày 31 tháng 7 năm 2014, khi ông bị khai trừ ra khỏi đảng.

## Tiểu sử
Ông sinh tại thôn Trước Bàu, xã Hòa Nhơn, huyện Hòa Vang, TP Đà Nẵng, trước 1975 là sinh viên Trường Đại học Luật khoa Sài Gòn. Ông từng là chủ tịch Ban Đại diện Sinh viên đoàn Luật khoa và là chủ tịch Tổng hội Sinh viên Sài Gòn nhiệm kỳ 1967-1968.
Ông từng tham gia nhiều phong trào đấu tranh của sinh viên học sinh; Chủ nhiệm Báo Sinh viên và từng bị tòa án chính quyền Sài Gòn kết án vắng mặt 10 năm khổ sai.
Sau cuộc Tổng tấn công Tết Mậu Thân thì ông ra chiến khu giải phóng (bưng) và từ năm 1969 đến năm 1972, ông Trừng là cán bộ Ban Thanh vận Trung ương Cục Miền Nam, được kết nạp vào Đảng Cộng sản Việt Nam năm 1971.
Từ năm 1972 đến năm 1975, là cán bộ Ban An ninh T4 thuộc khu Sài Gòn - Gia Định;
Từ năm 1975 đến năm 1982, là Phó Trưởng phòng Phòng bảo vệ chính trị III thuộc Công an TP HCM;
Từ năm 1982 đến năm 1989, là Bí thư Chi bộ Sở Tư pháp TP HCM.
Từ năm 1989 đến năm 1995, là Phó Chủ nhiệm Thường trực Đoàn Luật sư thành phố Hồ Chí Minh;
Từ năm 1995 đến trước khi bị khai trừ Đảng, là Chủ nhiệm kiêm Bí thư Đảng Đoàn Đoàn Luật sư TP HCM, Chủ tịch Trung tâm Trọng tài Quốc tế Thái Bình Dương.
Ông từng tham gia bào chữa nhiều vụ án lớn như vụ Năm Cam, Lê Công Định.
Luật sư Trừng nguyên là đại biểu quốc hội đoàn TP HCM khóa XII, thuộc đoàn đại biểu Thành phố Hồ Chí Minh. Ông từng tham gia vào vai trò Uỷ viên Ủy ban Tư pháp của Quốc hội; Bí thư Đảng đoàn, Chủ nhiệm Đoàn Luật sư thành phố Hồ Chí Minh.
Ông từng nói trước Quốc hội: "Chống tham nhũng ở nước ta giống như dòng văn học cuối thế kỷ XIX - hiện thực phê phán - thấy hiện trạng nhưng không có giải pháp tháo gỡ’". Ông có nhiều tiếng nói phê phán phản biện tại Quốc hội, nhất là phê phán sự yếu kém của các tập đoàn doanh nghiệp nhà nước.
Ông từng là Ủy viên danh dự Hội đồng (distinguished council member) (2010-2011) Hội Luật châu Á Thái Bình Dương LAWSIA (the Law Association for Asia and the Pacific); Thành viên Hội nghị Chủ tịch các Đoàn Luật sư châu Á POLA (Presidents of Law Associations in Asia) (2006-2011); Phó Chủ tịch Quốc gia đại diện Việt Nam (National vice President for Viet Nam) Hiệp hội Luật sư quốc tế UIA (Union Internationale des Avocats or International Asociation of Lawyers). Ông đã được tặng thưởng: Huân chương Quyết thắng hạng I; Huân chương Kháng chiến hạng III.

## Khai trừ khỏi Đảng CSVN
Chiều 31 tháng 7 năm 2014, Ban Tuyên giáo Thành ủy TP HCM công bố kết luận của Ban Thường vụ Thành ủy thành phố về thi hành kỷ luật Đảng viên bằng hình thức khai trừ đối với ông Nguyễn Đăng Trừng, Bí thư Đảng đoàn - Chủ nhiệm Đoàn Luật sư TP HCM nhiệm kỳ 5 (2008 - 2013). Kết luận của Thành ủy nêu Luật sư Nguyễn Đăng Trừng "có khuyết điểm, vi phạm: xem nhẹ vai trò lãnh đạo của Đảng đoàn đối với hoạt động của Đoàn Luật sư TP HCM; không tổ chức cho Đảng đoàn thực hiện chức năng, nhiệm vụ, quyền hạn của đảng đoàn theo quy chế".
Nhật báo Calitoday cho là, "ông Nguyễn Đăng Trừng bị khai trừ khỏi đảng CSVN và sắp tới đây có thể bị mất chức Chủ nhiệm Đoàn Luật sư ở Sài Gòn bởi vì ông đã dám tranh đấu độc lập cho Đoàn Luật sư để tổ chức này không bị chi phối, bị kiểm soát, quản lý của chính quyền, biến Đoàn Luật sư trở thành tổ chức của đảng CSVN."
Trong một thông báo ngày 1 tháng 8 năm 2014 do ông Trừng ký tên cho biết: "Tôi bị kỷ luật chỉ vì một lý do duy nhất là đã kiên quyết bảo vệ dân chủ và sự tự quản độc lập của Đoàn Luật sư Thành phố Hồ Chí Minh".

## Câu nói
- Tình hình tham nhũng đang diễn ra rất nghiêm trọng. Mặc dù Chính phủ đã có những cố gắng nhưng công tác chống tham nhũng chưa đạt yêu cầu. Không kiểm soát được tham nhũng sẽ không phát huy được khả năng cạnh tranh và kinh tế nước ta sẽ khó phát triển nhanh và bền vững. Cần tăng cường tính công khai, minh bạch trong hoạt động quản lý nhà nước đối với các lĩnh vực đất đai, xây dựng cơ bản, tài chính, giám sát chặt chẽ vốn đầu tư từ ngân sách trong các tập đoàn kinh tế, Tổng Công ty nhà nước, giảm mạnh biên chế, tăng lương công chức, có cơ chế bảo vệ người tố giác tham nhũng, tiếp thu rộng rãi kinh nghiệm chống tham nhũng các nước… Phải thực hiện đồng bộ các biện pháp trên đây mới có thể đẩy lùi được tình hình tham nhũng hiện nay. Nhưng quan trọng, cơ bản hơn cả là phải thật sự tin và dựa hẳn vào nhân dân để đấu tranh chống tham nhũng.[1]